# Лебедев, Владимир Александрович (авиатор)
Влади́мир Алекса́ндрович Ле́бедев (род. 1879 или 1881, Санкт-Петербург — 22 февраля 1947, Париж) — один из первых пилотов-авиаторов в России, президент Всероссийского аэроклуба (1917), видный энтузиаст и промышленник в области русского авиастроения, кавалер ордена Почётного легиона (Франция). Основатель завода Таганрогская авиация и Ярославского моторного завода (1916).
Член Особого Совета. Министр торговли и промышленности Всевеликого войска Донского (25 мая 1918 — 28 сентября 1918). Министр Управления торговли, промышленности и снабжения белогвардейского правительства Деникина (28 сентября 1918—1920), председатель Совещания по товарообмену с заграницей.

## Биография
Родился в Петербурге в небогатой дворянской семье в 1879 году; по другим источникам — в 1881 году.
Окончив юридический факультет Петербургского университета, некоторое время служил по гражданскому ведомству, потом вышел в отставку в звании коллежского секретаря. Впервые Лебедев увидел полёт аэроплана в небе Франции в 1908 году. В 1909 году построил свой планер. Фотографии этого планера были опубликованы в апрельском номере журнала «Огонёк». В следующем году он со своим другом Генрихом Сегно приехал в Париж — авиационную столицу мира тех лет учиться лётному делу в школе авиаконструктора и пилота Анри Фармана, которая находилась в Мурмелоне-лен-Гран. В мае 1910 года Лебедев выдержал экзамен на звание пилота-авиатора и вскоре вернулся в Россию.
Диплом пилота-авиатора Владимир Лебедев получил 10 июня 1910 года под номером 98 и стал третьим после Михаила Ефимова и Николая Попова дипломированным пилотом-авиатором России и первым пилотом Петербурга.
Лебедев был чемпионом России по велоспорту, 19 часов подряд гонял по Михайловскому манежу, проехав в общей сложности 375 километров. В Париже 8 апреля 1910 года стал «живым грузом» в рекордном полёте лётчика Даниэля Кине, который дольше других продержался в воздухе с пассажиром — 2 часа 15 минут.
14 апреля Лебедев пролетел расстояние в 15 километров, на следующий день удвоил расстояние.
Вернувшись в Россию, Лебедев получил предложение стать шеф-пилотом лётной школы Петербургского императорского аэроклуба. Впервые в небо России он поднялся 7 июня. В конце лета 1910 года он принял предложение испытать новые аэропланы «Россия-А» и «Россия-Б», построенные на петербургском заводе. 12 августа на Гатчинском поле, принадлежавшем Учебному воздухоплавательному отряду, были выведены оба аппарата. Биплан «Россия-А» типа «Фарман-III» с двигателем «Рено» так и не смог взлететь — не хватило мощности мотора, а на моноплане «Россия-Б» типа «Блерио» с 25-сильным мотором «Анзань» В. А. Лебедев поднялся в небо и очертил на нём небольшой плоский круг. Это был первый в истории России испытательный полет.
В сентябре Лебедев выступмл на Всероссийском празднике воздухоплавания, проходившем на Комендантском аэродроме в Петербурге. Тогда совершил полёт на аэроплане «Авиат» длительностью 3 часа 58 минут.
В сентябре Лебедев совершил демонстрационные полёты в Самаре, основное время уделял своим ученикам в лётной школе. Среди его учеников были военные лётчики капитаны Ованесов и Докучалов, впоследствии отличившиеся на фронтах первой мировой войны. У него же обучалась летному делу первая русская авиатриса Лидия Виссарионовна Зверева. Его первыми учениками были русские офицеры: поручики Е. В. Руднев, И. Л. Когутов и капитан Г. Г. Горшков. К осени 1910 года они стали первыми военными лётчиками, подготовленными в России.
Владимир Лебедев обучал летному делу Николая Рынина, впоследствии профессора, специалиста в области ракетной техники; Василия Каменского — друга В. В. Маяковского и популярного литератора. Он же дал путёвку в небо первому лётчику Болгарии Сотиру Черкезову. 15 мая 1911 года Лебедев совершил рекордный полёт на учебном самолёте «Фарман» с четырьмя пассажирами на борту.

## Промышленная деятельность В. А. Лебедева
В коммерческих делах Лебедев нашёл поддержку у своего брата профессора Горного института Алексея Александровича Лебедева, активного деятеля Императорского Всероссийского аэроклуба, члена редколлегии журнала «Вестник Воздухоплавания», с 1910 года преподававшего курс авиационных двигателей на кораблестроительном факультете Петербургского политехнического института имени Петра Великого, где был создан курс по подготовке инженеров по воздухоплаванию.
Братья Лебедевы и С. А. Ульянин взяли на себя инициативу по организации Петербургского товарищества авиации (ПТА). Но, не имея собственных капиталов, они приняли в дело петербургского коммерсанта Ломача. Так возникло Петербургское товарищество «Ломач и К».

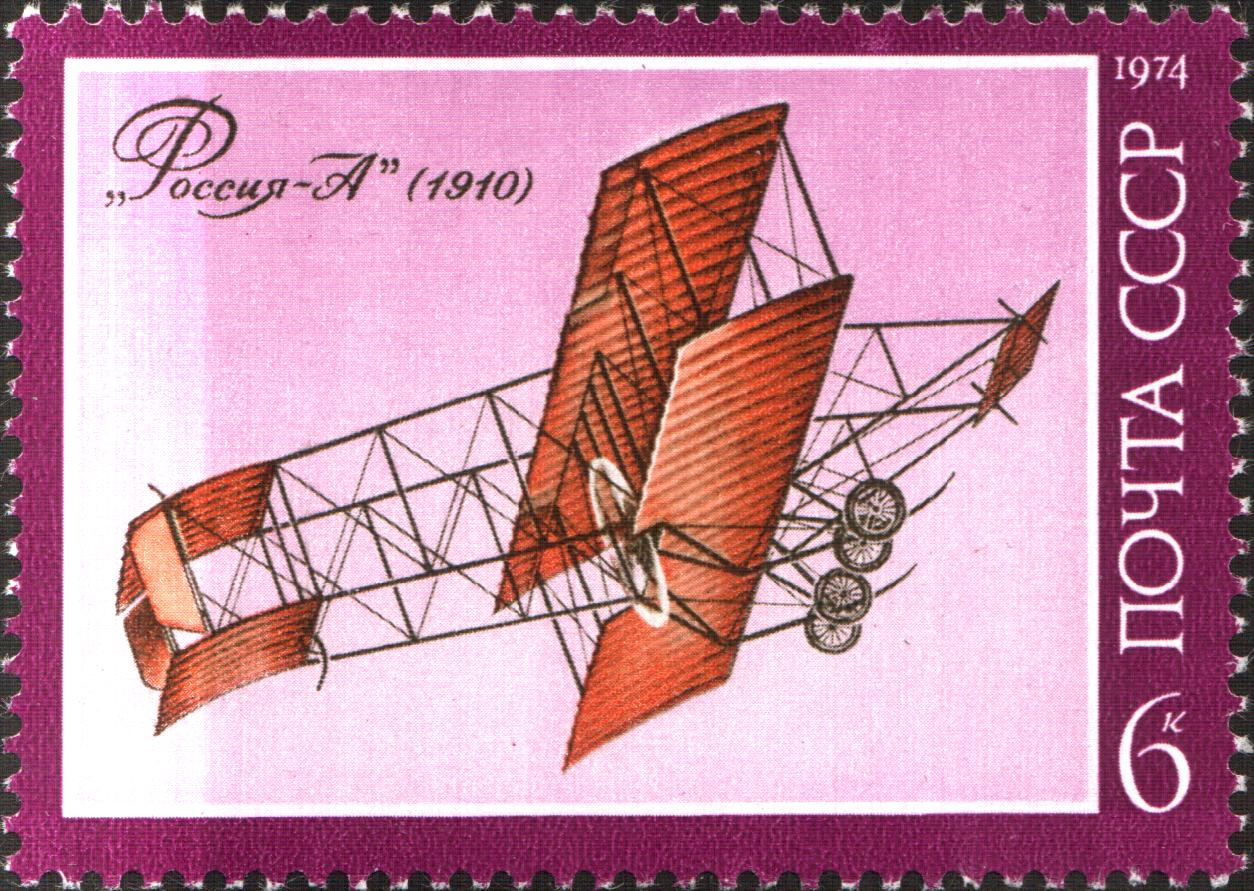
Самолёт «Фарман-IV». Почтовая марка СССР, 1974 г. На марке ошибочно «вместо самолёта „Россия-А“ изображён самолёт „Фарман-IV“, конструктивные идеи которого были использованы при создании „России-А“»

Когда в конце 1910 года у военного лётчика подполковника С. А. Ульянина возникла идея «складного самолёта», то есть создание разборного самолёта, то осуществить эту идею взялся Владимир Лебедев и его коллеги из Петербургского товарищества авиации (ПТА). За основу был взят привезённый Лебедевым из Парижа аэроплан «Фарман-IV». Самолёт проектировало конструкторское бюро ПТА в составе Н. В. Ребикова, В. Ф. Савельева и П. А. Харламова. Строил самолёт столяр Рогов. 25 января 1911 года самолёт был закончен постройкой и вскоре был показан на выставке в Михайловском манеже. Жюри присудило малую золотую медаль Петербургскому товариществу авиации за биплан «ПТА».
Вскоре В. А. Лебедев испытал самолёт в воздухе. В 1912 году он при поддержке московского купца М. К. Ушкова заключил в Париже договор с французским инженером и предпринимателем Люсьеном Шовьером, по которому получил исключительное право на изготовление и продажу в России воздухоплавательных винтов и других видов пропеллеров, как, например, для аэропланов и дирижаблей.
Вскоре в Петербурге на Офицерской улице была открыта мастерская по изготовлению и ремонту винтов французского типа «Интеграл» Шовьера. 1 января 1912 года Лебедев арендовал у провизора А. А. Дерингера фабричное помещение для производства авиационных предметов сроком на два года. Одновременно он предполагал собирать здесь же части самолёта «Депердюссен». Параллельно организовал другую мастерскую по ремонту моторных лодок, взял подряд на строительство тележки для перевозки самолёта «Ньюпор-IU» в разобранном виде.
1 мая 1913 года Лебедев сообщил, что организует «Санкт-Петербургское Товарищество В. А. Лебедев и К». В конце 1913 года возникло новое акционерное общество, которое, как указывалось в Уставе его, учреждалось для дальнейшего развития существующего в Петербурге завода предметов воздухоплавания, для постройки всякого рода летательных аппаратов, для эксплуатации привилегий на изобретения в области воздухоплавания и т. д.
В апреле 1914 года В. А. Лебедев аренддвал участок земли близ Комендантского аэродрома и начал строить производственные здания. Так было положено начало его первого авиационного завода. В том же году получил ряд государственных заказов на строительство и испытания нескольких типов самолётов, в основном — аэропланы иностранных типов. Сначала французский самолёт «Депердюссен-разведчик». Это был двухместный среднеплан с мотором «Гном-Мососупан» мощностью в 80 л. с. Он обладал неплохими данными и на конкурсе военных аэропланов 1913 года занял третье место. На заводе В. А. Лебедева было построено 63 самолёта. Кроме того, в 1915 году строятся два таких самолёта в поплавковом варианте.
В апреле 1915 года Лебедев добился заказа на строительство и поставку морскому ведомству 31 гидроаэроплана типа «Ф. Б. А.». Строительство этих гидропланов продолжалось до конца 1916 года.. На своем Петроградском заводе В. А. Лебедев строил самолёты типа «Вуазен» в модификациях L, LA, LAS. На полученные от государства субсидии Лебедев в течение 1914—1918 годов построил завод общей площадью каменных зданий — 211 кв. саженей и деревянных — 3359 кв. саженей. В первый год своего существования на заводе было построено 47 различных самолётов, в 1915 году — 187, в 1918 году сдано заказчикам 227 самолётов.
Летом 1915 года во время боевых действий на Балтике был захвачен немецкий самолёт «Альбатрос» с мотором в 150 л. с. в исправном состоянии. Лебедев убедил передать самолёт ему на завод. Осенью глава фирмы выбил заказ в Морском Генеральном штабе на переделку партии французских сухопутных самолётов типа «Морис-Фарман» на морские.
За годы войны завод значительно вырос. Лебедев подал прошение в Правительство с просьбой разрешить и ему строительство новых авиационных заводов в других местностях России и вскоре получил разрешение.
Он купил земельные участки в Пензе и Ярославле, где начал строить авиационные заводы и завод винтов. В ноябре 1916 года постройка Пензенского завода была завершена, и там началось производство винтов.

## Таганрогский период В. А. Лебедева
29 сентября 1915 года акционерное общество воздухоплавания «В. А. Лебедев и К» запросило таганрогскую городскую управу о продаже земли для постройки своего аэропланного завода. Приехав в Таганрог Лебедев нашёл место — между строящимся Русско-Балтийским заводом и «Карантином».

В. А. Лебедев, Таганрог, 1917 г.

Приехав в Таганрог 6 июля 1916 года, Лебедев вскоре приобрёл здесь дом на углу Итальянского переулка по улице Чехова.
В апреле 1916 года Лебедев подписал контракт на постройку 225 самолётов «Лебедь-XII». Руководил строительством в Таганроге архитектор Д. Я. Поваляев.
В. А. Лебедев решил создать в Таганроге не только гидроаэропланный завод, где можно строить самолёты, но проектировать и создавать новые типы и испытывать их. В 1916 году рядом с купальнями стали строить гидростанцию с пляжем для гидропланов.
Почти все здания лебедевского завода сохранились, за исключением сборочного цеха, который сгорел в начале Великой Отечественной войны. В здании Главной конторы размещается заводоуправление, в корпусах лебедевского завода расположены опытное производство ТАНТК имени Г. М. Бериева.
Датой основания Таганрогского аэропланного завода принято считать 17 (30) сентября 1916 года.
Всего было построено на Петроградском и Таганрогском заводах фирмы с августа 1916 по 1 марта 1919 года 216 самолётов «Лебедь-XII», из них испытано и сдано 192 самолёта.
В начале января 1918 года Общество передаёт свой таганрогский завод в аренду Госковскому, Моске и Гончарову.
С 25 мая по 28 сентября 1918 года Лебедев занимал должность министра торговли и промышленности Всевеликого войска Донского.
С 28 сентября 1918 по 1920 — министр Управления торговли, промышленности и снабжения белогвардейского правительства, образованного при Ставке Деникина, председатель Совещания по товарообмену с заграницей. Участвовал в урегулировании торговых вопросов между Всевеликим войском Донским, Кубанской Народной Республикой, Украинской державой и Добровольческой армией.
В январе 1919 года главнокомандующий Вооружёнными Силами Юга России генерал А. И. Деникин перевёл свою Ставку в Таганрог. Лебедев стал заниматься вопросами ремонта самолётов, находившихся на вооружении, как армии Деникина, так и его английских советников.
В марте 1920 года эмигрировал из Новороссийска в Белград, где работал в банке. Позднее переехал во Францию.
Там он и умер в 1947 году в Париже и похоронен на русском кладбище Сент-Женевьев-де-Буа.
За заслуги перед Францией в развитии авиации он был награждён орденом Почётного легиона.
В начале 1917 года был избран Председателем Всероссийского аэроклуба.
В годы первой мировой войны Лебедев отказался от собственной прибыли в пользу государства.
Как организатор промышленности сумел, обладая совсем малыми капиталами, построить и оснастить пять авиационных заводов, в том числе и Таганрогский завод, крупнейший в тогдашней России по производственной площади.

## Семья
- Лебедев, Алексей Александрович (1876—1964) — брат, учёный, инженер, специалист по двигателям внутреннего сгорания, один из основоположников науки об авиационных двигателях.